# لا بامبا (محافظة)
محافظة البمبة هي إحدى محافظات الأرجنتين تنقسم إلى 22 مقاطعة صغيرة يطلق عليها اسم حزب.

## أعلام
- خوليو فورش
- ألبرتو كورتيز
- أولغا أوروزكو

## روابط إضافية
- Official Website (Spanish)
- Provincial Tourist Office نسخة محفوظة 25 يوليو 2005 على موقع واي باك مشين. (Spanish)
- Universidad Nacional de La Pampa (Spanish)
- Map of La Pampa and its Departamentos